# Ентоні Джошуа — Роберт Геленіус
Бій Ентоні Джошуа — Роберт Геленіус (англ. Anthony Joshua vs Robert Helenius) — професійний боксерський поєдинок між колишнім 2-разовим чемпіоном у важкій вазі Ентоні Джошуа і Робертом Геленіусом. Бій відбувся 12 серпня 2023 року на О2 Арені у Гринвічі (Лондон). Ентоні Джошуа здобув перемогу нокаутом в сьомому раунді.

## Передумови
В грудні 2015 року Ентоні Джошуа здолав Ділліана Вайта нокаутом. Саме після цього поєдинку Джошуа почав завойовувати титули чотирьох основних боксерських організацій. Спочатку британець здобув титул IBF у поєдинку проти Чарльза Мартіна, потім додав до своєї колекції пояси IBO та WBA, здолавши технічним нокаутом Володимира Кличка, а пізніше отримав ще й пояс WBO, вигравши одностайним рішенням Джозефа Паркера.
1 червня 2019 року Ей-Джей зазнав першої поразки у кар'єрі, поступившись технічним нокаутом Енді Руїзу, проте у грудні того ж року провів успішний реванш, повернувши всі втрачені титули. Після цього Джошуа провів успішний захист проти Кубрата Пулева, а потім двічі поспіль поступився Олександру Усику (у 2021 і 2022 роках) втративши всі свої пояси. Востаннє Ентоні виходив на ринг у квітні 2023 року у поєдинку проти Джермейна Франкліна, коли здолав американця одностайним рішенням.
Попри тривалі чутки про проведення поєдинку за титул WBC у важкій вазі між Джошуа і Тайсоном Ф'юрі, домовленість про бій так і не була досягнута. 6 липня 2023 року було офіційно оголошено про реванш між Джошуа і Вайтом. Проте, за тиждень до поєдинку Вайт провалив допінг-тест тест, тож бій було скасовано. 8 серпня стало відомо, що суперником Ей-Джея стане Роберт Геленіус, який востаннє виходив на професійний ринг 5 серпня.
Восени 2023 року команда Ей-Джея планує організувати поєдинок проти Деонтая Вайлдера.

## Перебіг поєдинку
Роберт Геленіус розпочав поєдинок активніше, регулярно атакуючи суперника. Колишній чемпіон вдало захищався і почав проводити атаки джебами.
В другому раунді Ей-Джей доніс до цілі двійку, проте після цього поєдинок продовжив проходити в повільному темпі. В третій трихвилинці Джошуа провів лише 1 акцентований точний удар.
У четвертому раунді уродженець Вотфорда провів успішну атаку правим прямим, проте після цього знову зменшив темп.
В п'ятому раунді Геленіус успішно атакував Джошуа хуком, спробував продовжити атаку, проте пропустив у відповідь джеб — з носу почала текти кров.
У шостому раунді фін став набагато повільнішим, а в сьомій трихвилинці пропустив потужний удар і впав на канвас.

## Статистика
| Загальна статистика | Загальна статистика | Загальна статистика | Загальна статистика    |
|                     | Удари (по тілу)     | Джеби (по тілу)     | Силові панчі (по тілу) |
| ------------------- | ------------------- | ------------------- | ---------------------- |
| Ентоні Джошуа       | 74 (22)/204         | 56 (20)/157         | 18(2)/47               |
| Ентоні Джошуа       | 36,3 %              | 35,7 %              | 38,3 %                 |
|                     |                     |                     |                        |
| Роберт Геленіус     | 48 (16)/173         | 36(11)/133          | 12(5)/40               |
| Роберт Геленіус     | 27,7 %              | 27,1 %              | 30 %                   |
| Джерело:            |                     |                     |                        |

## Андеркард

### Дерек Чісора — Джеральд Вашингтон
Початок поєдинку пройшов з перевагою Дерека Чісори. Вашингтон добре рухався та зустрічав суперника кросами, проте, незважаючи на це, місцевий фаворит продовжував пресингувати. Американець був змушений йти в клінч.
На старті другого раунду у Чісори через зіткнення головами виникло розсічення. На останній секунді трихвилинки британець впав, проте рефері вважав що Вашингтон штовхнув свого суперника.
В четвертому раунді Вашингтон провів успішну атаку правим хуком. Коліна Чісори підкосилися, проте той не впав і продовжив пресингувати. У п'ятій трихвилинці британець двічі влучив лівими боковими.
Чісора продовжував пресингувати суперника протягом усього поєдинку. Лише у кінці сьомого раунду Вашингтон почав проводити успішні атаки аперкотами та хуками.
У вирішальному раунді британець влучив правим хуком, проте Вашингтон витримав цей удар. За підсумками бою судді віддали перемогу одностайним рішенням Дереку Чісорі (98—93, 97—94, 96—94).